# Sabino Arana
Sabino Policarpo Arana Goiri, (Abando, 26 de janeiro de 1865 – Pedernales, 25 de novembro de 1903) foi um político e ideólogo basco, considerado fundador do nacionalismo basco moderno e fundador do atual Partido Nacionalista Basco (PNV–EAJ).
Morreu em Pedernales aos 38 anos depois de adoecer com a doença de Addison durante o tempo que passou na prisão. Ele havia sido acusado de traição por tentar enviar um telegrama ao presidente americano, Theodore Roosevelt, no qual elogiava os Estados Unidos por ajudarem Cuba a conquistar a independência da Espanha.

## Infância e formação
Arana nasceu em uma família como "pequeno nobre" de Abando, bairro recentemente incorporado à cidade de Bilbao como a nova extensão do crescimento da era industrial. Abando era uma cidade de língua basca, mas seguindo as atitudes das elites da área de Bilbao durante este período, o basco não foi transmitido aos irmãos de Arana na família. Abando e seu porto estavam no centro da revolta de Zamacolada contra as tentativas do primeiro-ministro espanhol, Manuel Godoy, de recrutar bascos para o exército espanhol (1804), um contrafuero ou violação da legislação basca básica.
No rescaldo da Terceira Guerra Carlista (1876), Arana frequentou a Escola Jesuíta de Orduña junto com seu irmão Luis (1876–81). Orduña tornou-se um ponto de encontro e ponto de encontro para os pró-fueros, nacionalistas bascos primitivos preocupados com a perda das instituições nativas bascas. Arana afirmou que teve uma revelação quase religiosa na Páscoa de 1882, que comunicou a seu irmão Luis Arana. A partir de então dedicou-se à causa nacionalista da Biscaia, posteriormente estendida ao País Basco.